# The Electrosonics
Az Electrosonics egy együttes neve, akik a hatvanas évek elektronikus zenéjének úttörői voltak, különös, „space” („világűr”) zenéjükkel megalapozva a későbbi speciális hangeffektusokkal tarkított számokat, amiket ma „electrosonic” (elektroszonikus) is kategorizálnak.
Az együttes igazából nem is együttes volt, hanem Tom Dissevelt és Kid Baltan publikálta zenéit néha ezen a néven, néha pedig a saját nevük alatt. Mindketten a hollandiai Philips cég kutatási laboratóriumában dolgoztak, zenéiket is a Philips publikálta hanglemezen. Zenéjük különlegességét részben az adja, hogy az még a szintetizátorok megjelenése előtt készült, így minden hangeffektust saját eszközeikkel állítottak elő.
Kid Baltan valódi neve Dick Raaijmakers, művésznevét a saját keresztnevének („dik”) valamint a Natlab (Philips, Natuurkundig Laboratorium), az akkori munkahelye nevének megfordításából alkotta.
Magyarországon legismertebb zenéjük az 1957-ben kiadott Song of the Second Moon (magyarul: „A Második Hold Zenéje”; az 1957-es kiadásban még Song from the Second Moon, „Zene a második holdról”), amit a Delta tudományos ismeretterjesztő TV-műsor használt szignáljaként. (Ennek érdekessége, hogy évtizedekig senki sem tudta, hogy a zene honnan származik, és az új szignált – ami a régi zenére épül – is úgy készítették el, hogy nem állt rendelkezésre az eredeti.)

## Albumok
- Electronic Music (A oldal: Tom Dissevelt – Intersection [Fantasy For Electronic Sound And Orchestra]; B oldal: Kid Baltan – Mechanical Motions)
- Electronic Music (A oldal: Syncopation (2:59), Vibration (3:06); B oldal: Whirling (2:36), Drifting (3:11))
- 1957: Electronic music (A oldal: Song From The Second Moon; B oldal: Colonel Bogey)
- 1960: Phillips Erhvervskampagne For Erhvervsbelysning Efteråret 1960 (7") (A oldal Philips reklám; B oldal: Song of the Second Moon)
- 1963: Song Of The Second Moon / Colonel Bogey (7", korlátozott példányszám, Mono) (visszavonták a Colonel Bogey jogtulajdonos kérésére)
- 1968: Song Of The Second Moon: The Sonic Vibrations Of Tom Dissevelt & Kid Baltan (LP)

## Külső hivatkozások
- Tom Dissevelt és Kid Baltan a Discogs adatbázisából
- A  Basta CD katalógus leírása
- Sonhors (francia): Popular Electronics - Early Dutch Electronic Music from Philips Research Laboratories 1956-1963